# Захаров, Валерий Николаевич
Валерий Николаевич Захаров (род. 1955) — российский учёный-геолог, директор Института проблем комплексного освоения недр РАН (с 2011 года), академик РАН (2022), лауреат премии имени Н. В. Мельникова (2016).

## Биография
Родился 21 марта 1955 года в селе Хлопово Тульской области.
В 1978 году закончил Новомосковский филиал Московского химико-технологического института имени Д. И. Менделеева по специальности инженер по автоматизации.
В 1979 году окончил Ленинградский технологический институт по специальности автоматизация проектирования.
В 1998 году защитил кандидатскую, а в 2003 году — докторскую диссертацию.
В настоящее время работает заведующим лабораторией Института проблем комплексного освоения недр Российской академии наук, с 2011 года — директор института.
Действительный член Академии горных наук.
В 2016 году избран членом-корреспондентом РАН. В 2022 году избран академиком РАН.

## Научная деятельность
Разработчик методологических основ создания технологий разработки угольных и рудных месторождений подземным способом.
Президентом Российской Технологической платформы «Твёрдые полезные ископаемые», член экспертного совета РФФИ, секции при экспертном совете РНФ, заместитель председателя экспертного совета и членом комиссии по «Премиям Правительства РФ по науке и технике», член редколлегий научных журналов.
Автор более 120 научных публикаций, включая 3 монографии.
Под его научным руководством защищено 5 кандидатских и 1 докторская диссертации.

## Награды
- Медаль ордена «За заслуги перед Отечеством» I степени (5 февраля 2024 года) — за большой вклад в развитие отечественной науки, многолетнюю плодотворную деятельность и в связи с 300-летием со дня основания Российской академии наук[3]
- Медаль ордена «За заслуги перед Отечеством» II степени (18 апреля 2022 года) — за большой вклад в развитие науки и многолетнюю добросовестную работу[4]
- Премия имени Н. В. Мельникова (совместно с А. А. Козыревым, В. Л. Шкуратником, за 2016 год) — за цикл работ по теории и методологии геоинформационного обеспечения комплексного освоения недр на основе методов геоконтроля
- Знак «Шахтёрская слава» трёх степеней